# لويز فريفيرت
لويز فريفيرت (بالدنماركية: Louise Frevert)‏ (ولدت في 31 مايو 1953) هي نائبة سابقة في البرلمان الدانمركي، ولدت في فريدريكسبرج.
تم انتخابها كعضو في البرلمان عن حزب الشعب الدنماركي في انتخابات عام 2001 وأعيد انتخابها في عام 2005. غادرت الحزب في عام 2007، وانضمت لاحقًا إلى حزب الديمقراطيين الوسطيين، الذي لم يشارك في انتخابات عام 2007. وهي أيضا عضو سابق في حزب الشعب المحافظ.
كانت راقصة شرقية وأدت عروض رقص في السبعينيات لشاه إيران محمد رضا بهلوي. كما قامت بدور راقصة احتياطية مع ديبي كاميرون في مسابقة الأغنية الأوروبية لعام 1981. كما أنها كانت في السابق ممثلة إباحية وأدت في العديد من الأفلام الإباحية القصيرة لشركة كولور كلايماكس.
تمت مقاضاة فريفيرت بسبب تعليقاتها التي نشرتها على موقعها الإلكتروني في عام 2005 ضد الهجرة والمسلمين.
لويز فريفيرت هي امرأءة مثلية الجنس علنا. ولها 4 أطفال من زيجات سابقة مع رجال. وهي تعيش مع زوجتها سوزان التي تزوجتها في 19 يناير/كانون الثاني 2013. وتعيشان في كوبنهاغن.

## روابط خارجية
- لويز فريفيرت على موقع IMDb (الإنجليزية)
- لويز فريفيرت على موقع أول موفي (الإنجليزية)
- لويز فريفيرت على موقع قاعدة بيانات الأفلام السويدية (السويدية)
- لويز فريفيرت على موقع قاعدة بيانات الفيلم (الإنجليزية)
- لويز فريفيرت على موقع كينوبويسك (الروسية)